# Перароло ди Кадоре
Пераро̀ло ди Кадо̀ре (на италиански: Perarolo di Cadore; на ладински: Peraruò, Пераруо) е село и община в Северна Италия, провинция Белуно, регион Венето. Разположено е на 532 m надморска височина. Населението на общината е 380 души (към 2014 г.).